# Pilot 6/30 PS

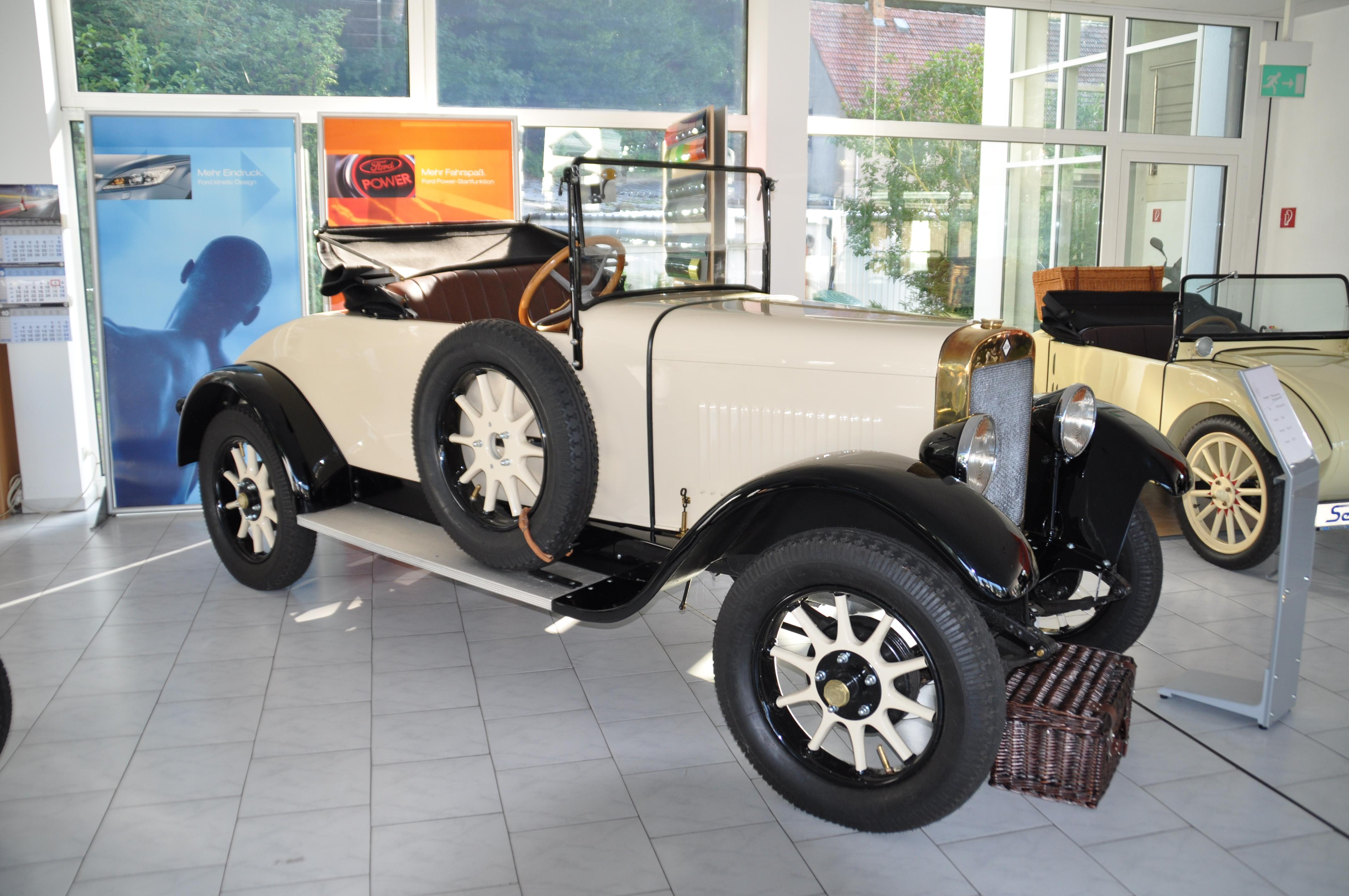
Pilot 6/30 PS als Roadster

Der Pilot 6/30 PS war das zweite und damit letzte Pkw-Modell des Herstellers Pilot-Wagen AG. Die Fertigung fand zwischen 1924 und 1928 statt.

## Beschreibung
Der Wagen erschien als Nachfolger des Pilot 6/22 PS. Das Konzept ähnelte dem Fiat 501, der ein großer Erfolg war.
Im Gegensatz zum Vorgänger war der Vierzylindermotor einfacher konstruiert und hatte wie damals allgemein üblich nur zwei Ventile pro Zylinder. 66 mm Bohrung und 110 mm Hub ergaben 1510 cm³ Hubraum. Damit wurde der Motor mit 6 Steuer-PS eingestuft. Er leistete 30 PS.
Die Motorleistung wurde über eine Kardanwelle an die Hinterachse übertragen. Das unsynchronisierte Getriebe hatte vier Gänge.
Das Fahrgestell hatte 282 cm Radstand und laut Herstellerangaben 125 cm Spurweite. Bei einem erhalten gebliebenen Fahrzeug ist die Spurweite allerdings mit 146 cm (vorne) und 156 cm (hinten) gemessen worden. Es ist unklar, ob das Fahrzeug während der 70 Jahre, die es im Einsatz war, umgebaut wurde.
Das Fahrgestell wog 680 kg und das Komplettfahrzeug 970 kg als Tourenwagen.
Die Fahrzeuge waren als Tourenwagen 390 cm lang, 156 cm breit und mit Verdeck 183 cm hoch. Weitere bekannte Aufbauten waren zwei- und viertürige Limousinen, Landaulet, Roadster, Kastenwagen und ein kombinierter Personen- und Lieferwagen, ähnlich einem Pick-up. Die meisten Karosserien stellte die Sächsische Waggonfabrik Werdau AG her. Daneben sind ein Aufbau von Seegers & Sohn aus Leipzig und einer von Gläser aus Dresden überliefert.
Als Höchstgeschwindigkeit waren 95 km/h angegeben.
Eine Modellpflege im vierten Quartal 1926 brachte die Einführung von Vierradbremsen.
Insgesamt entstanden entweder 200 oder 600 Fahrzeuge. Reichspost und Reichswehr sollen 1926/27 siebzig Lieferwagen bestellt haben.
Drei Fahrzeuge existieren heute noch. Eines mit Gläser-Karosserie steht im Verkehrsmuseum Dresden.

## Autorennen
Auch dieses Modell wurde bei mehreren Autorennen eingesetzt. Eine Rennstrecke war bei Berlin. Als Fahrer sind ein Herr Lehmann aus Zwickau und Kurt Noack aus Possendorf überliefert.